# Laniarius amboimensis
El bubú angoleño (Laniarius amboimensis) es una especie de ave paseriforme de la familia Malaconotidae endémica del interior de Angola. Anteriormente se consideraba una subespecie del bubú de Lühder.

## Distribución y hábitat
Es endémica del escarpe de Gabela, en Angola. Su hábitat natural son los bosques montanos húmedos tropicales. Se encuentra amenazada por pérdida de hábitat.